# Jorge Consuegra
Jorge Consuegra Afanador (Bucaramanga, 22 de diciembre de 1949-Bogotá, 20 de mayo de 2016) fue un periodista, gestor, lingüista y escritor colombiano.

## Biografía
Jorge Consuegra nació en Bucaramanga, donde estudió periodismo en la Universidad Industrial de Santander; se instruyó en letras, ensayos y cuentos. En 1973 ingresa como redactor del El Espectador, cargo que ostentó hasta 1988. En su rol de periodista laboró para El Tiempo, Caracol Radio y Arcadia en los temas de cultura, literatura y ensayos. Fue profesor y catedrático en la Universidad Externado de Colombia.
También se vinculó en la Televisión, en 2002 fue presentador de (El programa de la Tarde) de Canal Uno.
A partir del cincuenta el desarrollo de los medios de comunicación permitió que se rompieran las fronteras y el público en general conoce de cerca a los grandes escritores del continente, y por ello Jorge Consuegra aprende a diferenciar de la Colombia cultural de mitad del siglo XX hasta nuestros días ese mundo mágico de la novela, el ensayo, la poesía, la dramaturgia y por ende el buen gusto por la cultura en general.
Dirigió debates y estilos de literatura y periodismo en varias cadenas de televisión entre la Fundación Cultural Libros & Letras. En 2013 le fue diagnosticada leucemia; en 2016 se complicó la enfermedad y finalmente falleció el 20 de mayo de 2016 en Bogotá.

## Libros publicados
- 365 formas de decir cómo te quiero Colombia, 1999
- Curiosidades literarias, 2001
- Diccionario de periodismo, publicaciones y medios, 2002
- Bogotá curiosa, 2012
- Colombia curiosa, 2012